# Fallonstadion
Het Fallonstadion is een voetbal- en atletiekstadion in Sint-Lambrechts-Woluwe, Brussel, België, dat plaats biedt aan 3.165 toeschouwers.
In een ver verleden speelde Racing White er eersteklassevoetbal, tot de club in 1973 fusioneerde met Daring Club Molenbeek en als RWDM in het Edmond Machtensstadion ging spelen. Later ging White Star Woluwe op het hoofdveld spelen, tot ook zij in 2014 naar het Edmond Machtensstadion verhuisden. Het leegstaande stadion werd ingenomen door het eerste elftal van R. Léopold FC, een van de oudste clubs van het land (stamnummer 5), maar de club trok met zijn fanionelftal na enkele jaren weer naar Ukkel.
In het seizoen 2020/21 maakte Fémina White Star Woluwe in het Fallonstadion zijn debuut in de Super League. In datzelfde seizoen speelde tweedeprovincialer Racing White Woluwe er zijn allereerste thuiswedstrijden.
Op 20 september 1972 speelde Racing White in het Fallonstadion een UEFA Cup-wedstrijd tegen CUF Barreiro (0-1-verlies). 